# Doggybag
Een doggybag, foodybag of restorestje is een kartonnen doos of papieren zak die men in het restaurant kan vragen om resterend voedsel van de daar genuttigde maaltijd mee te nemen naar huis.

## Etymologie
Het woord komt uit het Engels, waar het een samenstelling is van doggy (hondje) en bag (zak), een ‘hondenzakje’ dus. De term is afkomstig van de schaamte die mensen hadden, ze zeiden dat het eten voor de hond was in plaats van voor henzelf.

## Geschiedenis
Het idee kwam over uit de Verenigde Staten en is er om voedselverspilling tegen te gaan. Ook in China is het gebruikelijk dat kliekjes van het door de gasten bestelde eten door de gasten zelf wordt meegenomen, ze hebben er immers voor betaald. Wel is het in China mogelijk dat het restaurant een klein bedrag in rekening brengt voor de zakjes en bakjes.
De naam bestaat sinds de jaren 1950 maar kreeg pas ruime bekendheid in de jaren '70. Het duurde enige tijd voor het in Nederland ingeburgerd raakte, lange tijd schaamde men zich ervoor erom te vragen. In België lanceerde men een Vlaamse variant om het gebruik te promoten.
Het woord restorestje werd in 2015 ook genomineerd door Van Dale als woord van het jaar.